# 西西里化
西西里化，即黑社会猖獗，政客与黑社会勾结合谋，腐败盛行。该词源於黑手黨在其發源地意大利西西里島的活躍狀況。